# 그로비냐

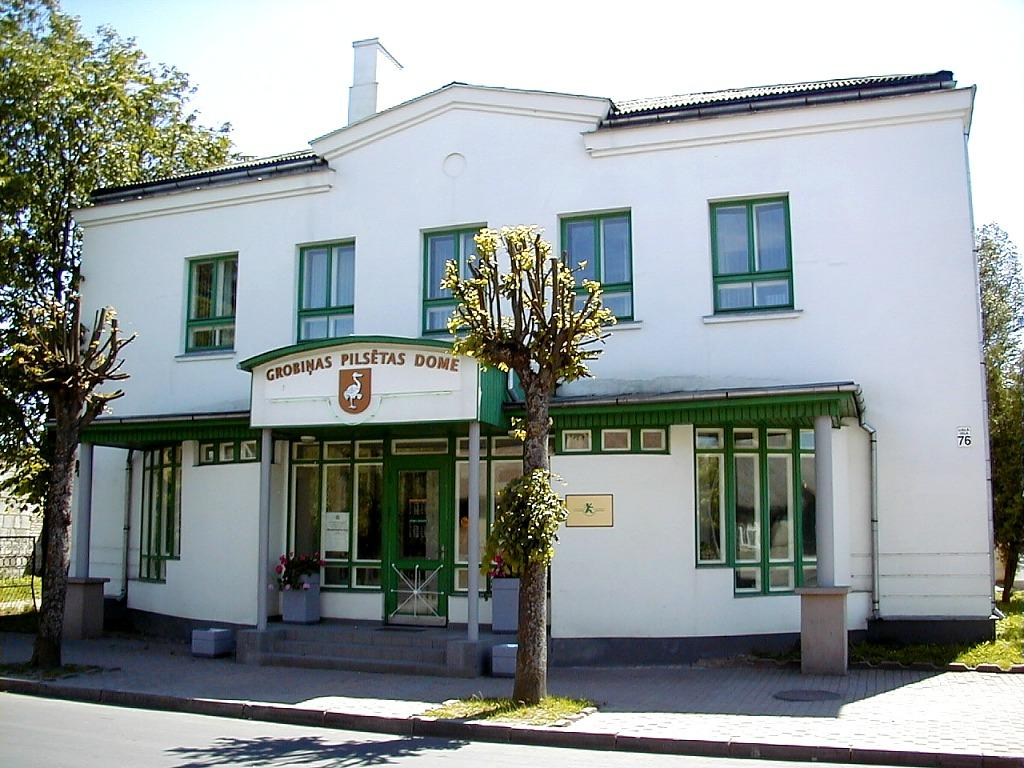
그로비냐 시청

그로비냐(라트비아어: Grobiņa, 독일어: Grobin 그로빈[*])는 라트비아 서부에 위치한 도시로 그로비냐 시의 행정 중심지이며 면적은 5.12km2, 인구는 4,218명, 인구 밀도는 823.2명/km2이다. 13세기 튜턴 기사단에 의해 설립되었으며 1695년 도시 지위를 부여받았다.

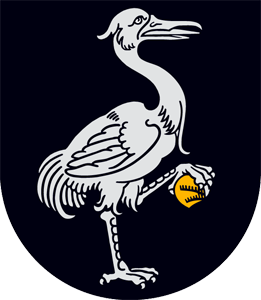
시 문장